# Sainte-Anne Marine National Park

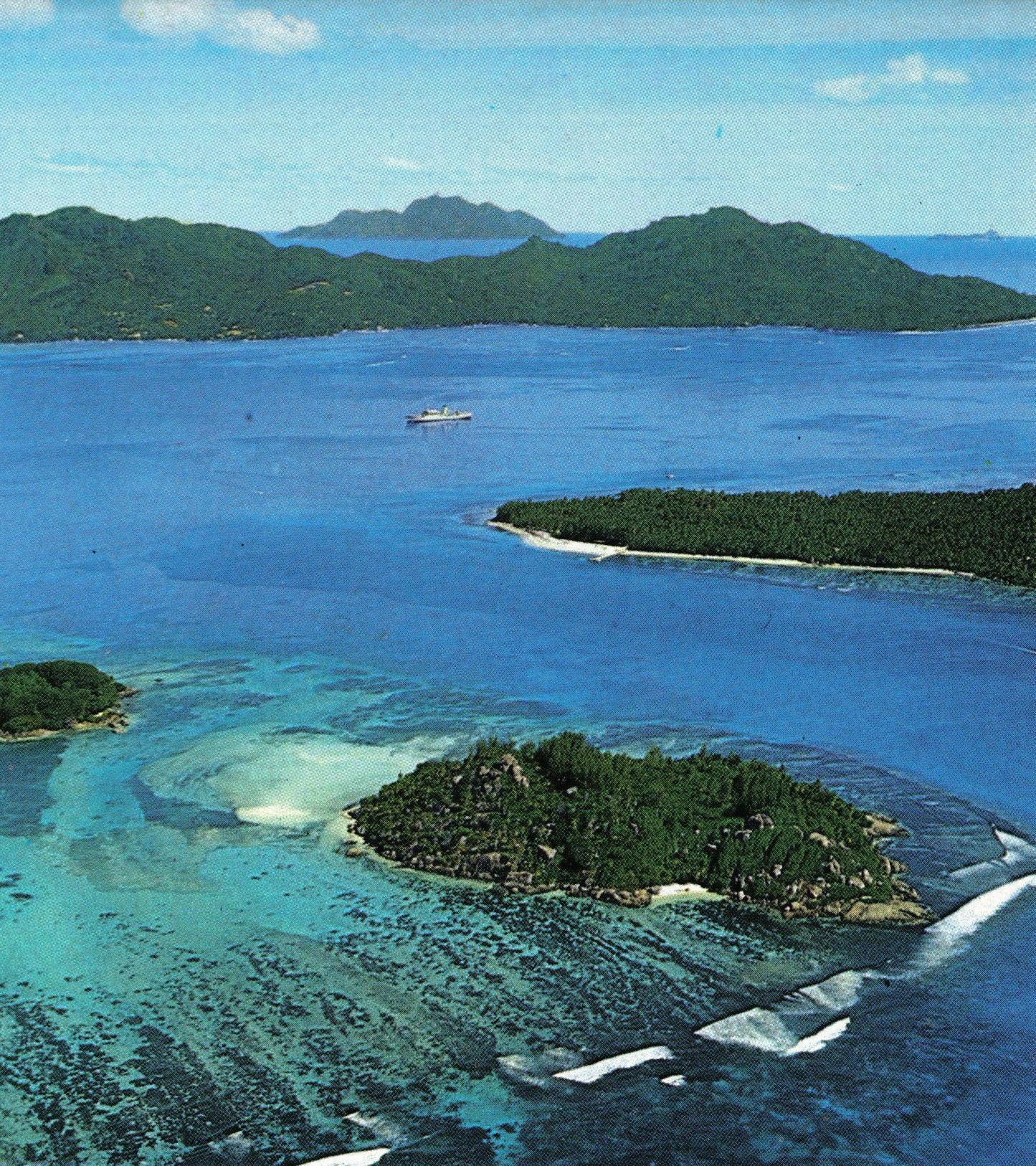
Het park in de jaren zeventig. Op de eilanden links (Île Ronde) en rechts (Sainte-Anne) zijn tegenwoordig hotelresorts te vinden. Alleen Île Moyenne op de voorgrond is een natuurgebied.

Sainte-Anne Marine National Park is een beschermd marien natuurgebied dat zes kleine eilanden van de Seychellen omvat. Het nationaal park ligt zo'n 5 km ten oosten van de hoofdstad Victoria. Saint-Anne werd in 1973 opgericht om de lokale fauna te beschermen. Het is er verboden te vissen en te waterskiën. In het park is een grote hoeveelheid zeegras te vinden.

## Eilanden
Het park bestaat uit zes eilanden, waarvan Sainte-Anne het grootste is. Deze eilanden zijn:
- Sainte-Anne (219 hectare), met een groot luxeresort;
- Île au Cerf (127 hectare), met zo'n 100 inwoners, drie hotels en een restaurant;
- Île Longue (21 hectare) is de locatie van een gevangenis met zo'n 170 gevangenen;
- Île Ronde (2 hectare) is een voormalige leprakolonie, sinds 2011 de locatie van een luxeresort met tien villa's;
- Île Moyenne (9 hectare) was lange tijd privébezit. Het is nu een klein nationaal park op zich met de naam Moyenne Island National Park;
- Île Cachée (5 hectare) is een broedplaats voor vogels.